# 葆康
葆康（1892年—1944年1月1日）别号镜泉，辽宁沈阳人。中华民国及满洲国官员。

## 生平
1931年1月，葆康在任东省特别区政务厅厅长。1932年，任满洲国民政部次长。1934年12月，转任满洲帝国奉天省省长。